# فوروري
فوروري (بالإنجليزية: Furore)‏ هيَ بَلدة وَكومونا في مقاطعة ساليرنو في منطقة كامبانيا في جنوب غرب إيطاليا، وتقع هذه البلدة على ساحل أمالفي.

## السكان
في سنة 1861 بلغ عدد السكان 707 نسمة، وتطور العدد ليصل في سنة 2011 لـ 846 نسمة.
يظهر هذا المخطط البياني تطور النمو السكاني لـ فوروري

## الجغرافيا
تمتد بلدة فوروري من مُستوى سَطح البَحر حيثُ توجد هُناك قرية فيوردو دي فورور، وتُقسم القرية إلى ثلاث مُقاطعات وهيَ: سيكالا (سانت إيليا)، وسيوتشيو (سانتو جاكو)، وغاتا (سانت أغنيلو).

## المعالم الرئيسية
يُوجد عدد من المعالم السياحية في القَرية، وِمنها:
- فيورو دي فوروري، وهو وادي مغمور أنشئ بفعل سَيل تشياتو الذي يتدفق إلى المنطقة من بلدة أجيرولا.
- كنيسة سانت إيليا.
- كنيسة سانت جياكومو، وهي عبارة عن مجموعة من الأيقونات الدينية الخاصة بالقديسات الإناث.[5]
- كنيسة سانت ميشيل، حيثُ تحتوي على عدد من المواد القوطية، مِثل قوس حاد وزخارف رومانية تصويرية.[5]
- متحف الجداريات ذو الهواء الطَلق، وهو متواجد على طول الطريق، فقد تم رسمه الجداريات على جدران منازل فوروري.

## روابط خارجية
- الموقع الرسمي.
- أجمل القرى في إيطاليا.
- مضيق فوروري.